# Isidor Lubimow
Isidor Jewstigniejewicz Lubimow (ros. Исидо́р Евстигне́евич Люби́мов, ur. 1 maja?/13 maja 1882 we wsi Stariszczewo w guberni kostromskiej, zm. 27 listopada 1937) – radziecki polityk i wojskowy.

## Życiorys
Uczył się w szkole rzemieślniczo-nauczycielskiej, od 1899 pracował jako nauczyciel w szkole wiejskiej, 1902 wstąpił do SDPRR, po rozłamie w partii bolszewik. Prowadził działalność partyjną i związkową w Jarosławiu, Kineszmie, Wiczudze i Kostromie. Dwukrotnie aresztowany, 1911 zesłany, od marca 1917 był przewodniczącym Rady Mińskiej, od sierpnia 1917 przewodniczący miasta Iwanowo-Wozniesiensk, od listopada 1917 przewodniczący Rady Iwanowo-Wozniesienska. Od kwietnia do października 1918 zastępca przewodniczącego Komitetu Wykonawczego Gubernialnej Rady Iwanowo-Wozniesienskiej, od października 1918 do września 1919 przewodniczący Komitetu Wykonawczego Gubernialnej Rady Iwanowo-Wozniesienskiej, od października 1919 do listopada 1920 członek Rady Wojskowo-Rewolucyjnej Frontu Turkiestańskiego, pełnomocnik tego frontu ds. zaopatrzenia, członek Prezydium CIK Autonomicznej Turkiestańskiej SFR, 1920 przewodniczący Obwodowego Komitetu Wojskowo-Rewolucyjnego w Samarkandzie. Od maja do września 1920 przewodniczący Rady Komisarzy Ludowych Turkiestańskiej Autonomicznej SRR, 1920 zastępca przewodniczącego KC Komunistycznej Partii (bolszewików) Turkiestanu, od 1921 członek Prezydium Sownarchozu Ukraińskiej SRR, 1922-1924 przewodniczący Środkowoazjatyckiej Narady Ekonomicznej, członek Środkowoazjatyckiego Biura KC RKP(b) i przewodniczący Głównego Zarządu Komitetu Bawełnianego przy Najwyższej Radzie Gospodarki Narodowej RFSRR/ZSRR. Od 1924 zastępca przewodniczącego Komitetu Wykonawczego Rady Miejskiej Moskwy, do 1926 członek Prezydium Najwyższej Rady Gospodarki Narodowej ZSRR, od 31 grudnia 1925 do 2 grudnia 1927 zastępca członka KC WKP(b), 1926-1930 przewodniczący Zarządu Centrosojuza. Od 19 grudnia 1927 do 25 czerwca 1937 członek KC WKP(b), od listopada 1930 do 1931 zastępca ludowego komisarza handlu zagranicznego i wewnętrznego ZSRR i przedstawiciel handlowy ZSRR w Niemczech, od 5 stycznia 1932 do 7 września 1937 ludowy komisarz przemysłu lekkiego ZSRR. 17 stycznia 1936 odznaczony Orderem Lenina.
24 września 1937 aresztowany, 27 listopada 1937 skazany na śmierć przez Wojskowe Kolegium Sądu Najwyższego ZSRR i rozstrzelany. 14 marca 1956 pośmiertnie zrehabilitowany.